# Novalena wawona
Novalena wawona är en spindelart som beskrevs av Chamberlin och Ivie 1942. Novalena wawona ingår i släktet Novalena och familjen trattspindlar. Inga underarter finns listade i Catalogue of Life.